# ژرف‌خوانی

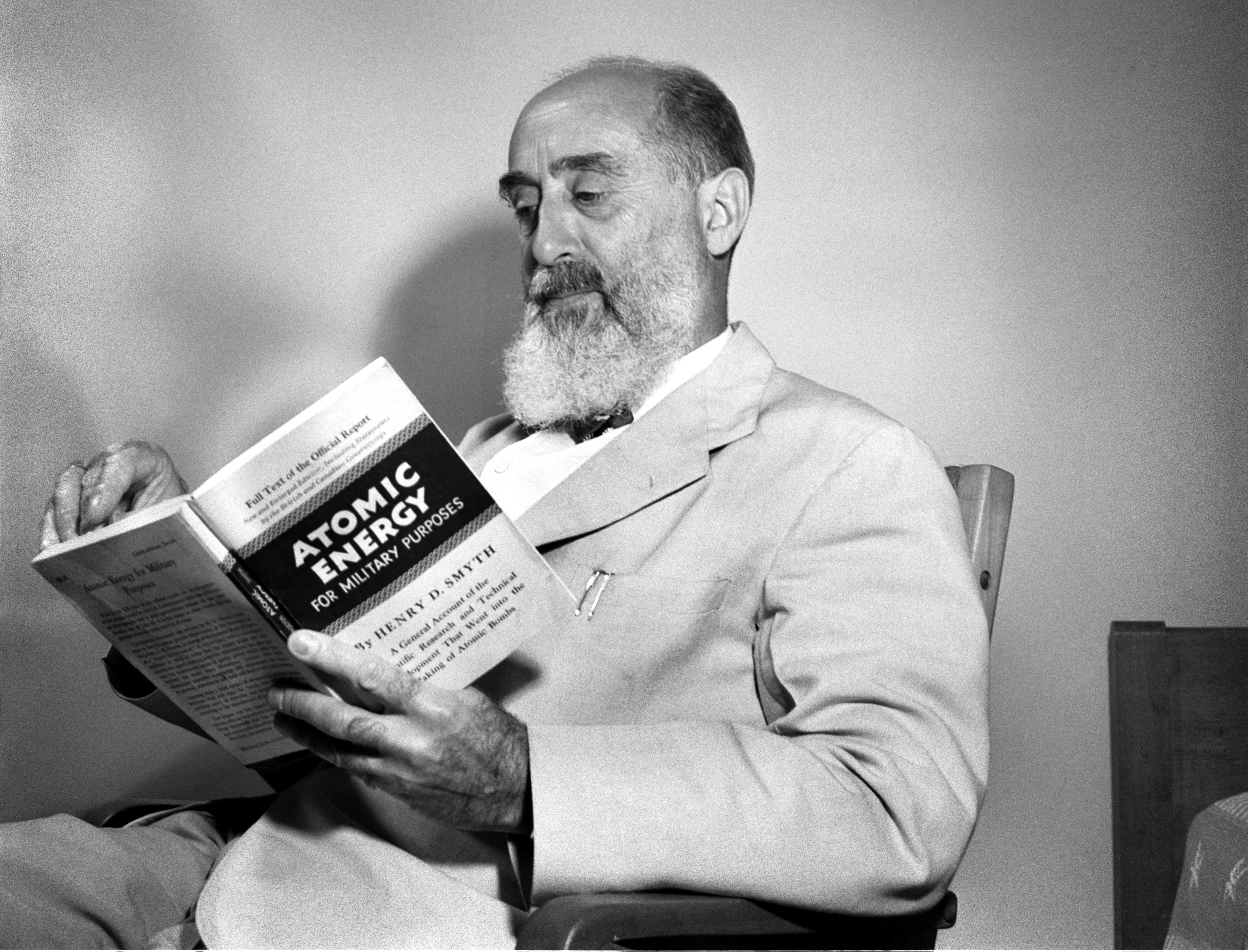
در نقد ادبی، ژرف‌خوانی

در نقد ادبی، ژرف‌خوانی (به انگلیسی: Close reading) به معنی خوانش دقیق و تأمل در بخشی کوتاه از یک متن است. در ژرف‌خوانی بر بخشی مشخص از تمام یک متن تمرکز می‌شود و به تک‌تک کلمات، ترکیب آن‌ها، نظمی که متن در بیانِ منظورش دارد و همچنین ساختار اصلی آن توجهی ویژه می‌شود. یک ژرف‌خوانی صحیح از شعری با دویست کلمه ممکن است به‌اندازهٔ خوانش هزاران کلمه از همان متن، بدون توجه دقیق به احتمالات و ملاحظهٔ باطن آن طول بکشد.
ژرف‌خوانی ادبی و تفسیر متن سابقه‌ای طولانی در متون دینی دارد و بیش از آن در تفسیر آثار باستانی کاربرد دارد. برای مثال پازند روشی ادبی در ادبیات پارسی میانه بوده است که به متون زِند (به معنای لغویِ تفسیر و ترجمه) اشاره داشته است و برای توضیح و ژرف‌خوانی اوستا، متن مقدس زرتشتیان ابداع شده بوده است. تفاسیر تلمود که مطابق با متون مقدس یهودی است، جزء نمونه‌های قدیمی ژرف‌خوانی است. در مطالعات اسلامی، ژرف‌خوانی قرآن رشد و گسترش یافته و باعث پدیدآمدن مجموعهٔ وسیعی از متون گشته است.
1. ↑  مشارکت‌کنندگان در ویکی‌پدیای انگلیسی